# Chyby (Grande-Pologne)
Pour les articles homonymes, voir Chyby.
Chyby (prononciation : [ˈxɨbɨ]) est un village polonais de la gmina de Tarnowo Podgórne dans le powiat de Poznań de la voïvodie de Grande-Pologne dans le centre-ouest de la Pologne.
Il se situe à environ 8 kilomètres à l'est de Tarnowo Podgórne (siège de la gmina), 12 kilomètres au nord-ouest de Poznań (siège du powiat et capitale régionale).

## Histoire
De 1975 à 1998, le village faisait partie du territoire de la voïvodie de Poznań.

Depuis 1999, Chyby est situé dans la voïvodie de Grande-Pologne.
Le village possède une population de 562 habitants en 2005.